# Sericopelma generala
Sericopelma generala là một loài nhện trong họ Theraphosidae.
Loài này thuộc chi Sericopelma. Sericopelma generala được Carlos E. Valerio miêu tả năm 1980.